# سید علی میلانی
سید علی حسینی میلانی (زادهٔ ۱۳۲۷ خورشیدی در نجف) روحانی و مجتهد شیعه اهل ایران و یکی از شاگردان مطرح حسین وحید خراسانی می‌باشد. وی نوه سید محمدهادی میلانی از مراجع تقلید شیعیان است.

## تولد
او در سال ۱۳۲۷ خورشیدی متولد شد و در سنین کودکی به همراه خانواده به کربلا مهاجرت کردند.

## مراحل تحصیل
او دروس مقدماتی و سطح را در حوزه علمیه کربلا به پایان رساند، آنگاه برای تکمیل دروس به نجف مهاجرت کرد و در حوزه آن شهر به تحصیل پرداخت.
بنا بر حوادث و پیشامدهای کشور عراق و خالص سازی عربی توسط حزب بعث و اخراج معاودین عراقی، در سال ۱۳۹۰ هجری قمری به همراه دیگر ایرانیان و عدّه‌ای از شیعیان ناگزیر به ترک کشور عراق شد و رهسپار ایران گردید.
طبق صلاحدید پدربزرگ خود سید محمدهادی حسینی میلانی راهی مشهد شد و در کلاس درس پدرش در حوزه علمیه مشهد شرکت کرد.
پس از فوت جدش رهسپار قم شد و از دروس اساتیدی چون سید محمدرضا گلپایگانی، حسین وحید خراسانی، سید محمد روحانی، میرزا کاظم تبریزی و مرتضی حائری یزدی استفاده کرد.

## تدریس
وی از هنگام ورود به حوزه علمیه قم به تدریس و تألیف اشتغال دارد و ده‌ها تن از طلاب و دانشجویان علوم دینی را در مراحل گوناگون پرورش داده و ده‌ها جلد کتاب در علوم مختلف به رشته تحریر درآورده است.
اینک وی یکی از استادان مشهور حوزه علمیه قم می‌باشد که در مرحله درس خارج فقه و اصول و علم کلام مشغول به تدریس است.

## تألیفات
This template is currently non-functional due to T39256.

- جواهر الکلام فی معرفه الامام
- نفحات الأزهار فی خلاصة عبقات الأنوار (۲۰ جلد)
- استخراج المرام من استقصاء الافحام ۳ جلد
- تشیید المراجعات وتفنید المکابرات
- التحقیق فی نفی التحریف عن القرآن الشریف
- من هم قتلة الحسین علیه السلام؟ شیعة الکوفة؟
- شرح منهاج الکرامة فی معرفة الامامة
- محاضرات فی الاعتقادات ۲ جلد
- مع الائمّة الهداة فی شرح الزیارة الجامعة الکبیرة
- کتاب البیع
- القضاء والشهادات
- تحقیق الاصول ۵ جلد
- اعرف الحق تعرف اهله
- عدم تحریف القرآن
- آیات الغدیر (سلسلة إعرف الحق تعرف أهله)
- آیة التطهیر
- آیة المباهلة
- آیة الولایة
- ابطال ما استدلّ به لإمامة أبی بکر
- اب ابن تیمیّة وامامة علی علیه السلام
- استخراج المرام من استقصاء الإفحام
- الأئمة الإثنی عشر (سلسلة إعرف الحق تعرف أهله)
- الأحادیث المقلوبة فی مناقب الصحابة (سلسلة إعرف الحق تعرف أهله)
- الأحادیث الواردة فی الخلفاء علی ترتیب الخلافة (سلسلة إعرف الحق تعرف أهله)
- الإمام المهدی علیه السلام
- الإمامة فی أهمّ الکتب الکلامیّة وعقیدة الشیعة الإمامیّة
- التّحریفات والتّصرّفات فی کتب السنّة
- الدلیل العقلی علی إمامة علی علیه السلام
- الشوری فی الإمامة
- الشهادة بالولایة فی الاذان
- الشیخ نصیر الدین الطوسی وسقوط بغداد
- الصّحابة
- العصمة
- المتعة
- المسح علی الرجلین فی الوضوء
- أخلاق أهل البیت علیهم السلام
- إمامة بقیّة الأئمّة علیهم السلام
- تحقیق الأصول
- تزویج امّ کلثوم من عمر
- تفضیل الأئمّة علیهم السلام علی الأنبیاء علیهم السلام
- حدیث الثقلین
- حدیث الثقلین تواتره ـ فقهه
- حدیث الدار
- حدیث الطیر
- حدیث الغدیر
- حدیث المنزلة
- حدیث الولایة
- رسالة فی الاحادیث المقلوبة فی مناقب الصحابة
- رسالة فی المتعتین
- رسالة فی حدیث اصحابی کالنجوم
- رسالة فی حدیث الاقتداء بالشیخین
- رسالة فی حدیث الوصیة بالثقلین الکتاب والسنّة
- رسالة فی حدیث خطبة علی بنت ابی جهل
- رسالة فی حدیث علیکم بسنّتی وسنّة الخلفاء الراشدین
- رسالة فی خبر تزویج ام کلثوم من عمر
- رسالة فی صلاة ابی بکر
- عدم تحریف القرآن
- مظلومیّة الزهراء علیها السلام

## احتمال مرجعیت
در رده بعدی علمای قم و مراجع تقلید شیعه، افرادی مورد گمانه‌زنی قرار گرفته‌اند، از جمله: سید محمد یثربی، سید محمدجواد علوی بروجردی، سید علی‌اصغر میلانی، سید احمد مددی، محمدتقی شهیدی زنجانی، سید علی محقق داماد، علی کریمی جهرمی، مهدی شب‌زنده‌دار، مهدی گنجعلی (گنجی)، سید منیر خباز، ابوالقاسم علیدوست و علی‌اکبر سیفی مازندرانی. احتمال می‌رود ایشان به‌عنوان مراجع سال‌های آینده مطرح شوند.